# Tornat
Na mitologia Inuit, Tornat são um grupo de deuses protetores, conduzido por Tornarsuk.